# Abadia de Reading
L'Abadia de Reading fou un monestir de l'Orde de Cluny fundat pel rei Enric I d'Anglaterra l'any 1121, segons va dir ell «per la salvació de la meva ànima, l'ànima del rei Guillem el meu pare, el rei Guillem germà meu i el de la reina Matilda esposa meva i per tots els meus ancestres i successors». Al voltant d'aquesta abadia va sorgir un poble, que es va anomenar com el monestir, Reading. L'abadia va ser desconsagrada el 1539 i actualment està en estat de runes.

## Història
Aquesta abadia va ser fundada el 1121 pel rei Enric I d'Anglaterra. El rei havia heretat unes terres en aquesta zona que arribaven fins a Cholsey. Enric va prendre una part de les terres que el seu pare havia donat a Battle Abbey per commemorar la batalla de Hastings, les quals va transferir a l'administració de l'abadia de Reading i, a canvi, va compensar els monjos de Battle Abbey amb unes terres de la seva herència que tenia a Appledram (Sussex). Sembla que el nom de Reading és una deformació del topònim original, que era segons uns Reada o segons altres Rhydd-Inge.
Els primers monjos d'aquesta abadia procedien de dos monestirs: l'abadia benedictina de Cluny, a la Borgonya, i del priorat de sant Pancraç a Lewes (Sussex). L'abadia es va dedicar a l'advocació de la Mare de Déu i a sant Joan Evangelista. El primer abat, nomenat el 1123, fou Hugh d'Amiens que més endavant seria arquebisbe de Rouen.
Segons el cronista del segle xii, Guillem de Malmesbury, l'edifici es va construir sobre una plana de grava a la vora dels rius Kennet i Tàmesi, en un punt que era la confluència de camins emprats per la gent que anava cap a les ciutats més poblades d'Anglaterra. A la riba del Kennet hi havia un moll on podien amarrar les barques que baixaven pel riu. Els monjos van desviar l'aigua del Kennet per dos canals: un era per l'aigua de beure i en l'altre, que van anomenar Holly Brook, van instal·lar uns molins que aprofitaven la força d'aquest riu.

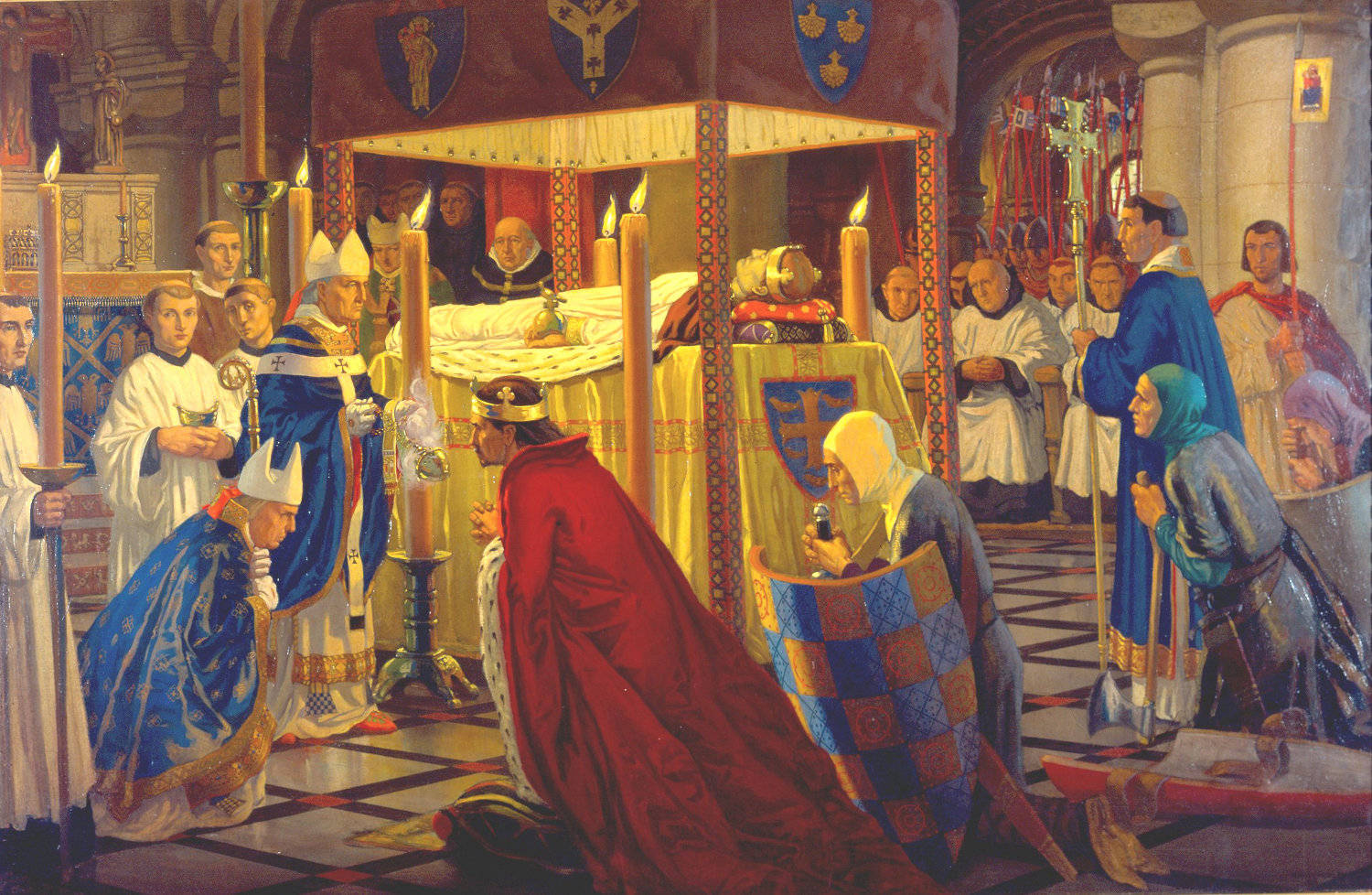
Funeral d'Enric I a l'abadia.

Quan Enric I va morir a Lyons-la-Forêt, (Normandia) el 1135, el seu cos va ser portat a Reading i fou sebollit a la part frontal de l'altar de l'abadia, que encara estava en construcció. Altres persones que tenen la seva sepultura en aquesta abadia són: Matilda d'Escòcia (esposa d'aquest rei), Guillem IX, (net d'Enric I d'Anglaterra) i Constança de York (neta de Pere I de Castella).
A causa del seu patronatge va acabar sent un edifici ricament decorat, que contenia uns 230 relíquies, entre aquestes hi havia una de l'apòstol sant Jaume, i va esdevenir un lloc molt visitat per pelegrins de diversos llocs. Va rebre donacions de llocs tan llunyans com Herefordshire i Escòcia. L'any 1786 es va trobar durant uns treballs de demolició una mà humana que podria ser una de les relíquies, i que actualment es conserva a l'església de sant Pere a Marlow. El Summer canon, una cançó de la litúrgia anglesa, es va escriure en aquesta abadia vers el 1240, i és la composició harmònica de quatre parts més antiga en llengua anglesa. El document original es conserva a la Biblioteca Britànica.
L'abadia de Reading era un lloc visitat també per reis, Enric III acostumava a anar tres o quatre vegades a l'any i es quedava algunes setmanes en cada visita. Va ser l'escenari de moments històrics com la trobada entre Enric II i el patriarca Heracli de Jerusalem l'any 1185, fou el lloc on es va realitzar l'enllaç matrimonial de Joan de Gant el 1359 i el d'Eduard IV el 1464, i on es va reunir el parlament d'Anglaterra parlament l'any 1453.
L'edifici va quedar força destruït l'any 1538 durant l'aplicació de la dissolució dels monestirs. El darrer abat fou Hugh Cook Faringdon, que va ser jutjat per alta traïció i condemnat a morir penjat, arrossegat per terra i esquarterat davant l'abadia. L'interior de l'edifici fou espoliat, fins i tot els vitralls i les pedres, que robaven per fer servir en altres construccions.

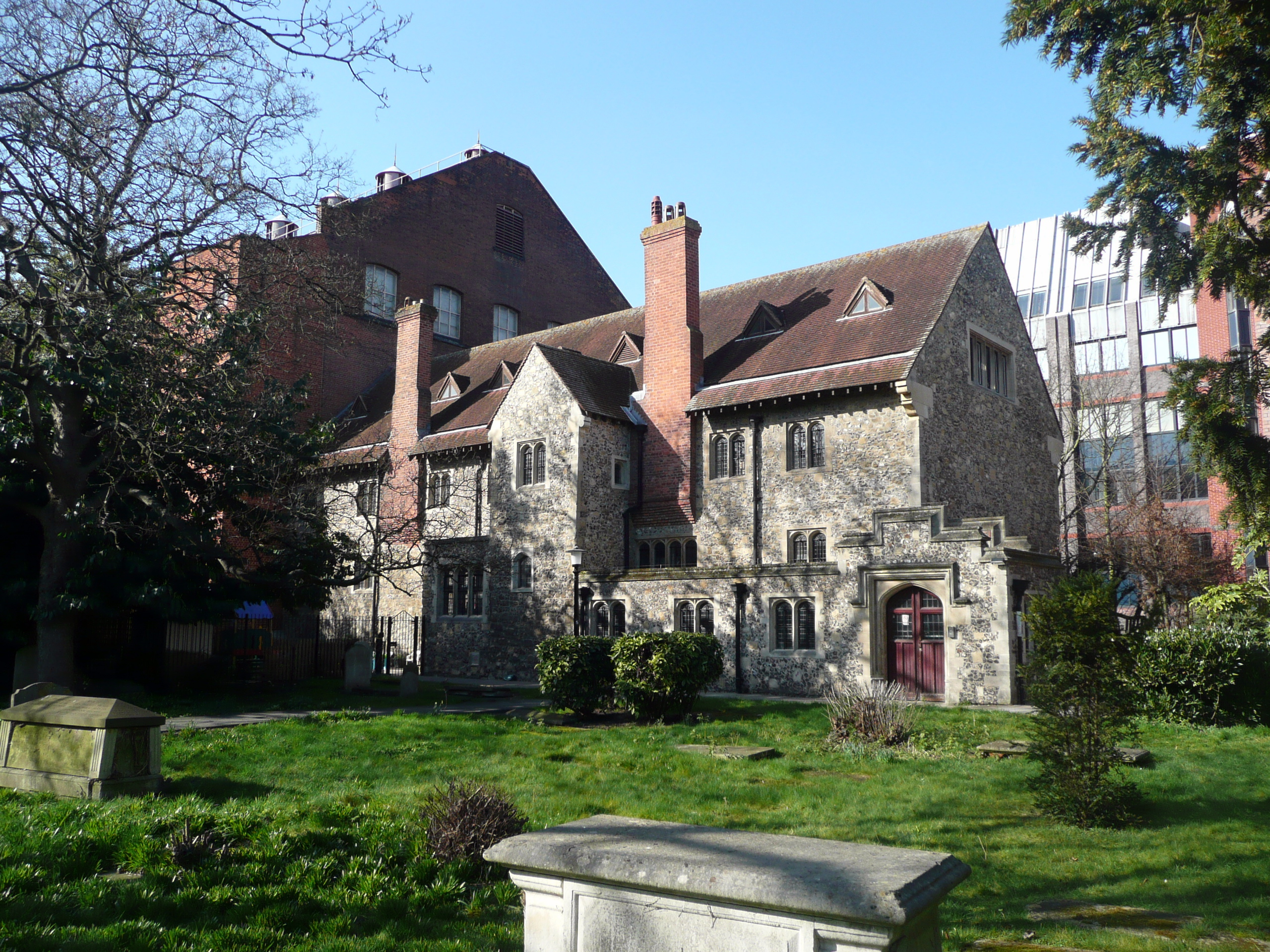
Aspecte actual de l'antic hospici de l'abadia.

Uns vint anys després, el municipi de Reading va construir una casa de la vila fent un pis a sobre del que havia estat el refetor de l'hospici de l'abadia. La planta baixa es va fer servir com a escola municipal, ús que ja tenia des del 1486. En arribar al segle xviii es van observar esquerdes en l'obra i, entre el 1785 i el 1786, es va desmantellar la casa de la vila i es va fer de nou, en un estil diferent però al mateix lloc, i encara es conserva (Reading Town Hall).
Ocupant una part de l'antiga abadia es va construir entre el 1837 i el 1840 una església dedicada a sant Jaume. El patrocinador va ser James Wheble, un terratinent d'aquesta ciutat. A la banda més a l'est es va fer una presó (Reading Gaol) l'any 1844. James Wheble va vendre la resta de les terres que tenia a una cororació que va crear uns jardins (Forbury Gardens), que van obrir al públic l'any 1861.

## L'abadia en l'actualitat
Els fonaments i algunes parets dels principals edificis de l'antiga abadia encara resten dempeus. De l'església dels monjos en queden fragments dels pilars de la torre central, juntament amb parts de creuers, sobretot del creuer sud. A la filera sud del transsepte estan les restes de la sagristia, la sala capitular, el passadís que duia a la infermeria i els fonaments del dormitori. La part millor conservada és la sala capitular que té un absis i una entrada triple i tres grans finestrals. El conjunt està catalogat amb el nivell I del patrimoni històric nacional. L'antic claustre és ara un jardí privat.
En algunes ocasions al segle xx l'esplanada del monestir es va aprofitar per fer teatre a l'aire lliure, per exemple el 1970 es va representar Macbeth de Shakespeare, per celebrar els 850 anys d'història.
Per tal d'evitar un major deteriorament, una part de les ruïnes han tingut treballs de restauració. L'any 2008 es va prohibir l'accés del públic i s'esperava que les obres només durarien unes setmanes de l'any 2009 però al maig d'aquell any es va tancar definitivament perquè van veure que no podien evitar el risc d'esfondrament. El 2011 es va presentar un projecte per fer del lloc una àrea de visites segura, amb una despesa per fer-ho de 8 milions de lliures.

## Elements arquitectònics destacats
L'arc d'entrada
El que va ser la gran arcada d'entrada a l'abadia (Abbey Gateway), és actualment un arc d'un carrer de la ciutat que separa l'edifici dels Tribunals de Justícia dels Forbury Gardens. Antigament aquesta portalada marcava la separació entre els edificis privats dels monjos i l'hospici. El darrer abat va ser penjat aquí. a finals del segle xviii era l'entrada d'una escola per a noies, on va assistir com a alumna la famosa novel·lista Jane Austen. El 1861 una forta tempesta va malmetre l'obra i es va encomanar una restauració a l'arquitecte sir George Gilbert Scott.
L'hospici
El dormitori per a pelegrins (Hospitium of St. John) data del 1189 i tenia capacitat per allotjar 400 persones. Es va aprofitar per fer una escola pública i l'ajuntament. Actualment està dividit en dues zones: una es va refer i continua sent la casa de la vila, mentre que l'altra és una llar d'infants.
El molí

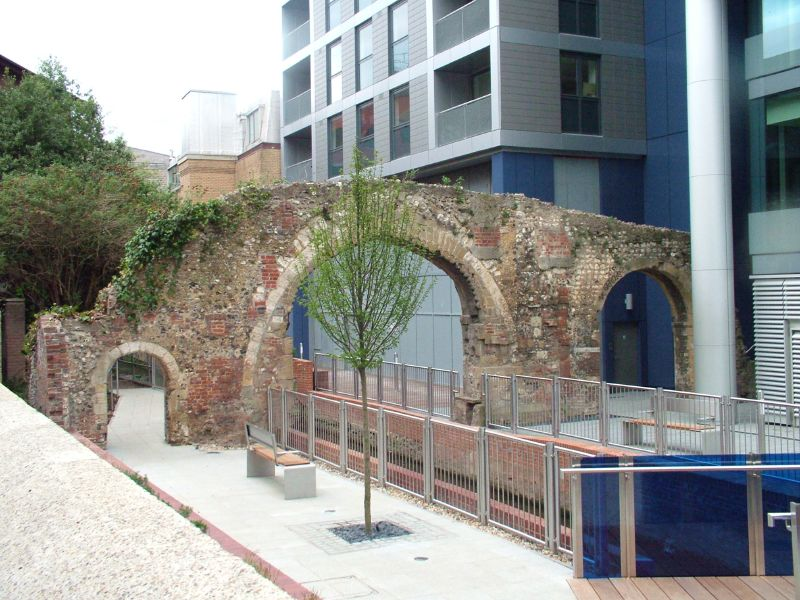
Les tres arcades que es conserven d'un molí.

Se'n conserven les restes d'un dels tres molins que eren propietat de l'abadia. Està situat al sud del lloc on era l'abadia, sobre el anal anomenat Holly Brook.

## Llista d'abats
| nom                     | data del càrrec |
| ----------------------- | --------------- |
| Hugh of Amiens          | 1123–1130       |
| Anscher                 | 1130–1135       |
| Edward                  | 1136–1154       |
| Reginald                | 1154–1158       |
| Roger                   | 1158–1165       |
| William I               | 1165–1173       |
| Joseph                  | 1173–1186       |
| Hugh II                 | 1186–1199       |
| Helias                  | 1199–1213       |
| Simon                   | 1213–1226       |
| Adam de Lathbury        | 1226–1238       |
| Richard I of Chichester | 1238–1262       |
| Richard II of Reading   | 1262–1269       |
| Robert of Burgate       | 1269–1290       |

| nom                      | data del càrrec |
| ------------------------ | --------------- |
| William II of Sutton     | 1290–1305       |
| Nicholas of Whaplode     | 1305–1328       |
| John I of Appleford      | 1328–1342       |
| Henry of Appleford       | 1342–1361       |
| William III of Dombleton | 1361–1369       |
| John II of Sutton        | 1369–1378       |
| Richard III of Yately    | 1378–1409       |
| Thomas I (Earley)        | 1409–1430       |
| Thomas II (Henley)       | 1430–1445       |
| John II (Thorne I)       | 1446–1486       |
| John III (Thorne II)     | 1486–1519       |
| Thomas III (Worcester)   | 1519–1520       |
| Hugh Cook Faringdon      | 1520–1539       |